# Georges Fleury (cyclisme)
Pour les articles homonymes, voir Georges Fleury et Fleury.
Georges Fleury, né le 18 février 1878 à Orléans et mort le 10 mars 1968 à Créteil, est un coureur cycliste français. Professionnel de 1904 à 1911, il a obtenu son meilleur résultat sur le Tour de France 1908 en prenant la 7e place du classement général. Il s'est également classé 3e de Bordeaux-Paris en 1904.

## Palmarès
- 1904
  - 3e de Bordeaux-Paris
- 1908
  - 7e du Tour de France
- 1909
  - 2e de Paris-Calais
- 1910
  - 6e de Bordeaux-Paris

### Résultats sur les grands tours

#### Tour de France
7 participations
- 1904 : abandon
- 1906 : 11e
- 1907 : 12e
- 1908 : 7e
- 1909 : 12e
- 1910 : 23e
- 1911 : abandon (8e étape)